# Listă de conducători de stat din 871
867 - 868 - 869 - 870 - 871 - 872 - 873 - 874 - 875
Aceasta este o listă a conducătorilor de stat din anul 871:

## Europa
- Amalfi: Pulcharius (prefect, 866-879)
- Anglia, statul anglo-saxon Northumbria: Egbert I (rege, 867-872)
- Anglia, statul anglo-saxon East Anglia: Oswald (rege, cca. 870-?) (?)
- Anglia, statul anglo-saxon Mercia: Burgred (rege, 852-874)
- Anglia, statul anglo-saxon Wessex: Ethelred (rege, 865/866-871) și Alfred cel Mare (rege, 871-899)
- Aquitania: Ludovic al II-lea cel Gângav (rege din Dinastia_Carolingiană, 866-879; totodată, rege al Franței, 877-879)
- Asturia: Alfonso al III-lea cel Mare (rege, 866-910; totodată, rege al Leonului, 866-910)
- Bari: Sawdan (emir, 857-871)
- Bavaria: Ludovic al II-lea Germanicul (rege din dinastia Carolingiană, 817-876; ulterior, rege al Germaniei, 843-876)
- Benevento: Adelchis (principe, 854-878)
- Bizanț: Vasile I (împărat din dinastia Macedoneană, 867-886)
- Bretania: Solomon (duce/principe uzurpator, 857-874)
- Bulgaria: Boris I Mihail (cneaz, 852-889)
- Capua: Lambert I (conte din familia Guideschi, 866-871; totodată, duce de Spoleto, 859-871, 876-880) și Landulf al II-lea (conte, 863-866, 871-879)
- Castilia: Rodrigo (conte, 850-cca. 873) și Diego Rodriguez (conte, cca. 869-cca. 885)
- Cordoba: Abu Abdallah Muhammad I ibn Abd ar-Rahman (II) (emir din dinastia Omeiazilor, 852-886)
- Creta: Shuayb I ben Umar (emir, 855-880)
- Croația: Domagoj (cneaz din dinastia Trpimirovic, 864-876)
- Flandra: Balduin I Braț de Fier (conte din dinastia lui Balduin, cca. 864-879)
- Franța: Carol al II-lea cel Pleșuv (rege din dinastia Carolingiană, 843-877; ulterior, rege al Lotharingiei, 869-870; ulterior, împărat occidental, 875-877; ulterior, rege al Italiei, 875-877)
- Friuli: Unruoch (margraf, 863-874)
- Gaeta: Docibilis I (consul, 867-906) și Ioan I (consul, 867-877; apoi, patriciu, 877-933 sau 934)
- Germania: Ludovic al II-lea Germanicul (rege din dinastia Carolingiană, 843-876; anterior, rege al Bavariei, 817-876)
- Gruzia, statul Abhazia: Dimitrie al II-lea (rege, 837/838-872/873)
- Gruzia, statul Tao-Klardjet: Bagrat I (rege din dinastia Bagratizilor, 842/843-876)
- Imperiul occidental: Ludovic al II-lea cel Tânăr (împărat din Dinastia_Carolingiană, 855-875; totodată, rege al Italiei, 844-875)
- Italia: Ludovic al II-lea cel Tânăr (rege din dinastia Carolingiană, 844-875; ulterior, împărat occidental, 855-875)
- Leon: Alfonso al III-lea cel Mare (rege, 866-910; totodată, rege al Asturiei, 866-910)
- Moravia Mare: Svatopluk I (cneaz, 871-894)
- Neapole: Sergius al II-lea (duce, 869/870-877/878)
- Salerno: Guaifer (principe, 861-880)
- Saxonia: Bruno (duce din dinastia Liudolfingilor, ?-880) (?)
- Scoția: Constantin I (rege, 862-877)
- Serbia: Mutimir (cneaz din dinastia lui Viseslav, 860-891)
- Sicilia: Abu'l-Gharanik Muhammad al II-lea ibn Ahmad (emir din dinastia Aghlabizilor, 864-875)
- Spoleto: Lambert I (duce din familia Guideschi, 859-871, 876-880; ulterior, conte de Capua, 866-871) și Suppo al II-lea (duce din familia Supponizilor, 871-876)
- Statul papal: Adrian al II-lea (papă, 867-872)
- Toscana: Adalbert I (margraf, 847-886)
- Toulouse: Bernard (conte, 865-872)
- Veneția: Orso Partecipazio al II-lea (doge, 864-881)

## Africa
- Aghlabizii: Abu'l-Gharanik Muhammad al II-lea ibn Ahmad (emir din dinastia Aghlabizilor, 864-875)
- Idrisizii: Ali al II-lea ibn Umar ibn Idris (I) (imam din dinastia Idrisizilor, 866-?) (?)
- Kanem-Bornu: Fune (cca. 835-cca. 893)
- Tulunizii: Ahmad ibn Tulun (conducător, 868-884)

## Asia

### Orientul Apropiat
- Bizanț: Vasile I (împărat din dinastia Macedoneană, 867-886)
- Califatul abbasid: Abu'l-Abbas Ahmad al-Mutamid ibn al-Mutauakkil (calif din dinastia Abbasizilor, 870-892)
- Samanizii: Nasr I ibn Ahmad (emir din dinastia Samanizilor, 864-892)

### Orientul Îndepărtat
- Birmania, statul Arakan: Pawlataing Chandra (rege din dinastia Chandra, 849-875)
- Birmania, statul Mon: Areindama (rege, 861-885)
- Cambodgea, Imperiul Kambujadesa (Angkor): Jayavarman al III-lea (împărat, 854-877)
- Cambodgea, statul Tjampa: Vikrantavarman al III-lea (rege din a cincea dinastie, după 854-875/889)
- China: Yizong (împărat din dinastia Tang, 860-873)
- Coreea, statul Silla: Kyongmun (Ongyom) (rege din dinastia Kim, 861-875)
- India, statul Chalukya răsăriteană: Vijayaditya al III-lea (rege, 848-892)
- India, statul Chola: Vijayalaya (rege, cca. 850-cca. 871) și Aditya I (rege, cca. 871-cca. 907)
- India, statul Gurjara Pratihara: Bhoja I (rege, înainte de 836-cca. 885)
- India, statul Pallava: Nripatungavarman (rege din a treia dinastie, 855-896)
- India, statul Raștrakuților: Amoghavarșa (sau Sarva) I (rege, 814-878)
- Japonia: Seiwa (Seiua) (împărat, 858-876)
- Kashmir: Avantivarman (rege din dinastia Utpala, 857-884)
- Nepal: Raghavadeva (rege din dinastia Thakuri, 865/880-923/926)
- Sri Lanka: Sena al II-lea (rege din dinastia Silakala, 844-879)

## America
- Toltecii: Huetzin (conducător, 869-?)